# Alejandro Díaz García
Alejandro Díaz García (ur. 1 czerwca 1974 w Bogocie) – kolumbijski duchowny katolicki, biskup pomocniczy Bogoty od 2024. 

## Życiorys

### Prezbiterat
Święcenia kapłańskie otrzymał 4 grudnia 1999 i został inkardynowany do archidiecezji Bogota. Po kilkuletnim stażu duszpasterskim pracował jako wychowawca w bogotańskim seminarium duchownym. W latach 2012–2019 był pracownikiem Papieskiej Rady ds. Nowej Ewangelizacji, a po powrocie do kraju ponownie został wychowawcą stołecznego seminarium. W 2022 mianowany wikariuszem biskupim dla Wikariatu Św. Pawła.

### Episkopat
26 marca 2024 papież Franciszek mianował go biskupem pomocniczym archidiecezji Bogota ze stolicą tytularną Iomnium.
4 maja 2024 otrzymał święcenia biskupie w Bogocie. Udzielił mu ich kardynał Luis José Rueda Aparicio.